# Stenoschizomus tejeriensis
Genre
Espèce
Stenoschizomus tejeriensis, unique représentant du genre Stenoschizomus, est une espèce de schizomides de la famille des Hubbardiidae.

## Distribution
Cette espèce est endémique de l'État d'Aragua au Venezuela,. Elle se rencontre dans la cordillère de la Costa.

## Étymologie
Son nom d'espèce, composé de tejeri[as] et du suffixe latin -ensis, « qui vit dans, qui habite », lui a été donné en référence au lieu de sa découverte, Las Tejerías.

## Publication originale
- González Sponga, 1997 : Arácnidos de Venezuela: Un nuevo género y dos nuevas especies de Schizomidae y redescripción de Schizomus simoni Hansen y Sorensen, 1995 del sistema montañoso de la costa (Schizomida). Acta Biológica Venezuelica, vol. 17, no 2, p. 1-10.